# Vụ đụng độ hải quân Iran-Hoa Kỳ 2008
Vụ đụng độ hải quân Iran-Hoa Kỳ năm 2007-2008 là một loạt các cuộc đối đầu hải quân giữa xuồng máy Iran và tàu chiến Hải quân Hoa Kỳ tại Eo biển Hormuz vào tháng 12 năm 2007 và tháng 1 năm 2008.

## Sự kiện

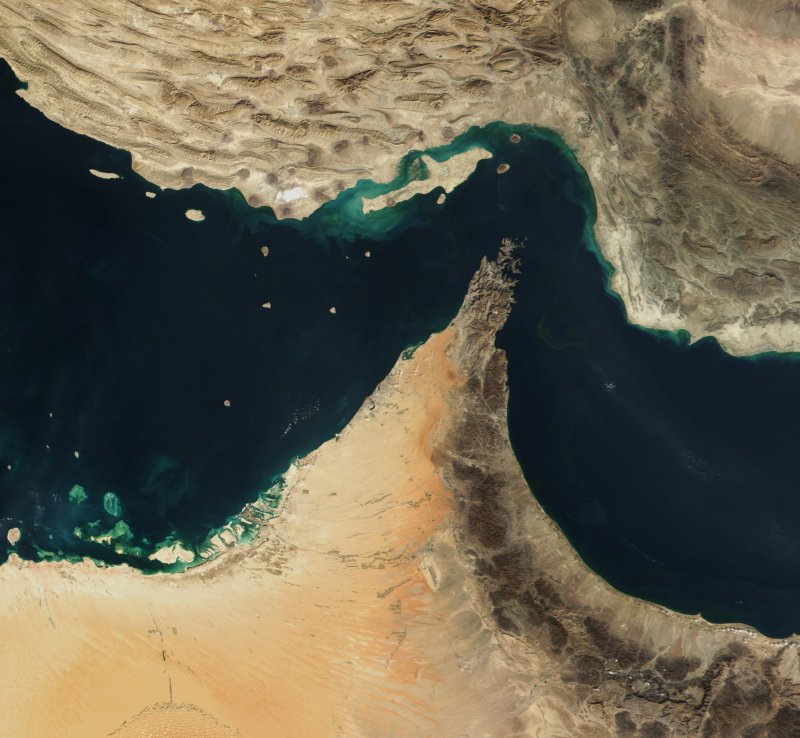
Bản đồ Eo biển Hormuz

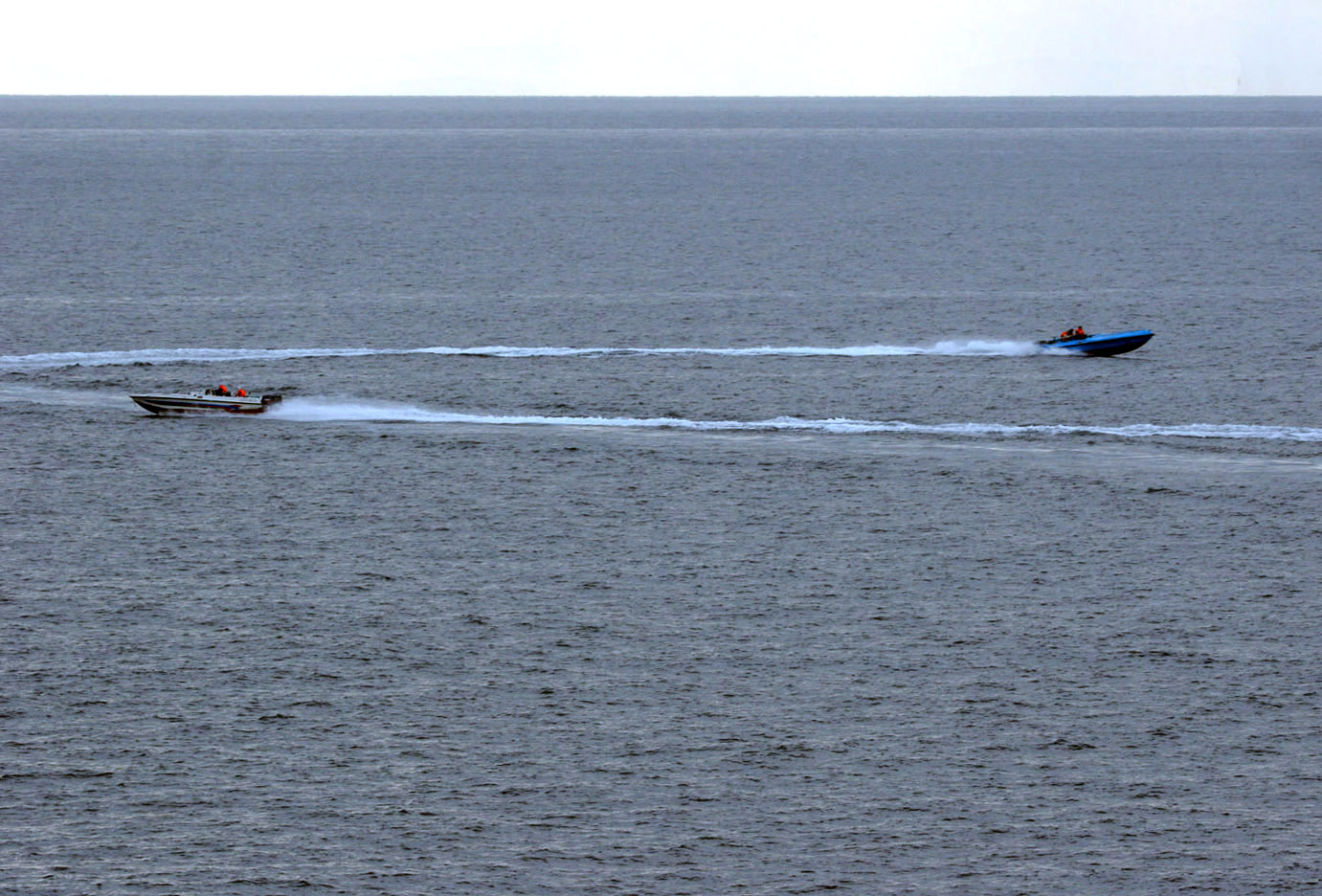
6 tháng 1 năm 2008: các xuống máy Iran thao diễn gần tàu Hải quân Mỹ

Vào Chủ Nhật, 6 tháng 1, 2008, 5 chiếc xuồng máy của Iran đã quấy nhiễu và đe doạ cho nổ tung 3 chiếc tàu chiến của Mỹ khi những chiếc tàu này đi qua gần lãnh hải Iran. Theo các quan chức Mỹ, những chiếc xuồng này chỉ biến mất khi tàu của Mỹ chuẩn bị tấn công. Vụ việc xảy ra ở Eo biển Hormuz, một tuyến đường chuyên chở dầu quan trọng.
Những chiếc xuồng máy được cho là của Lực lượng Vệ binh Cách mạng Iran đã tiến đến gần các tàu của Mỹ, chỉ cách trong khoảng 200m, theo các quan chức Lầu Năm Góc. "Tôi đang tiến về phía các bạn. Các bạn sẽ bị nổ tung trong một vài phút nữa," những người Iran nói qua sóng máy thu thanh.
Thuyền của Iran đang hoạt động ở "khoảng cách và tốc độ cho thấy họ rất liều lĩnh, nguy hiểm và có ý định thù địch," theo phát ngôn viên Lầu Năm Góc Bryan Whitman. Ít nhất một vài trong số những con xuồng của Iran rõ ràng là có trang bị vũ khí. Những chiếc thuyền này còn thả "những vật thể hình hộp" xuống nước, chỉ huy lực lượng hải quân Mỹ trong khu vực, Phó Đô đốc Kevin Cosgriff, khẳng định. Các thủy thủ Mỹ chuẩn bị nã đạn vào xuồng của Iran thì chúng biến mất.
Ngoại trưởng Mỹ Condoleezza Rice gọi hành động của Iran là "khiêu khích và nguy hiểm". Tuy nhiên, Iran lại giảm nhẹ ý nghĩa của sự kiện trên, cho đó là "một chuyện bình thường". "Điều này... thỉnh thoảng xảy ra ở cả hai phía và sau khi có sự nhận biết của cả hai bên, vấn đề đã được giải quyết," theo phát ngôn viên Bộ Ngoại giao Iran Mohammad Ali Hosseini. Nhà Trắng cảnh báo Iran hãy kiềm chế, không được có "những hành động khiêu khích có thể dẫn đến những tình thế nguy hiểm trong tương lai," theo phát ngôn viên Hội đồng an ninh quốc gia Mỹ Gordon Johndroe.
Trong khi đó, Bộ Ngoại giao đưa ra những lời lẽ mạnh mẽ và gay gắt hơn khi tuyên bố Mỹ "sẽ đối đầu với hành động khiêu khích" sau khi cáo buộc nước Cộng hòa Hồi giáo đã có hành động khiêu khích nghiêm trọng tàu chiến của Mỹ ở Eo biển Hormuz. "Mỹ sẽ đối đấu với hành động của Iran nếu nước này định làm hại hoặc chúng tôi hoặc bạn bè và đồng minh của chúng tôi trong khu vực. Chúng tôi có sự ủng hộ rộng lớn trong khu vực," theo phát ngôn viên Bộ Ngoại giao Sean McCormack.
Mỹ khẳng định, tàu chiến của Mỹ đang ở trong lãnh hải quốc tế khi vụ đụng độ xảy ra.